# Atletismo nos Jogos Pan-Americanos de 2019 - 200 m feminino
A competição dos 200 m rasos feminino foi um dos eventos do atletismo nos Jogos Pan-Americanos de 2019, em Lima, no Peru. A prova foi realizada entre os dias 8 e 9 de agosto.

## Calendário
Horário local (UTC-5).
| Data        | Horário | Fase      |
| ----------- | ------- | --------- |
| 8 de agosto | 15:30   | Semifinal |
| 9 de agosto | 16:15   | Final     |

## Medalhistas
| Ouro   | JAM Shelly-Ann Fraser-Pryce |
| Prata  | BRA Vitória Cristina Rosa   |
| Bronze | BAH Tynia Gaither           |

## Recordes
Recordes mundial e pan-americano antes da disputa dos Jogos Pan-Americanos de 2019.
| Tipo                             | Atleta                   | Tempo | Local    | Data                   |
| -------------------------------- | ------------------------ | ----- | -------- | ---------------------- |
|                                  | Florence Griffith-Joyner | 21.34 | Seul     | 29 de setembro de 1988 |
| Recorde dos Jogos Pan-Americanos | Evelyn Ashford           | 22.45 | San Juan | 9 de julho de 1979     |

Os seguintes novos recordes foram estabelecidos durante esta competição. 
| Data        | Prova | Atleta                  | Nacionalidade | Tempo | Recordes                         |
| ----------- | ----- | ----------------------- | ------------- | ----- | -------------------------------- |
| 9 de agosto | final | Shelly-Ann Fraser-Pryce | Jamaica       | 22.43 | Recorde dos Jogos Pan-Americanos |

## Resultados

### Semifinal
Qualificação: Os 2 primeiros em cada bateria (Q) e os 2 mais rápidos (q) se classificaram para a final. Os resultados foram os seguintes: 
Vento: Bateria 1: -1,0 m / s, Bateria 2: 0,0 m / s, Bateria 3:  +0,4 m / s
| Colocação | Bateria | Atleta                  | Nacionalidade            | Tempo | Notas |
| --------- | ------- | ----------------------- | ------------------------ | ----- | ----- |
| 1         | 3       | Vitória Cristina Rosa   | BRA Brasil               | 22.72 | Q,    |
| 2         | 1       | Shelly-Ann Fraser-Pryce | JAM Jamaica              | 22.90 | Q     |
| 3         | 2       | Crystal Emmanuel        | CAN Canadá               | 23.06 | Q     |
| 4         | 3       | Tynia Gaither           | BAH Bahamas              | 23.06 | Q     |
| 5         | 1       | Ángela Tenorio          | ECU Equador              | 23.16 | Q     |
| 6         | 3       | Semoy Hackett           | TTO Trinidad e Tobago    | 23.31 | q,    |
| 7         | 1       | Marileidy Paulino       | DOM República Dominicana | 23.40 | Q     |
| 8         | 2       | Anthonique Strachan     | BAH Bahamas              | 23.41 | q     |
| 9         | 3       | Schilloni Calvert       | JAM Jamaica              | 23.46 |       |
| 10        | 1       | Mauricia Prieto         | TTO Trinidad e Tobago    | 23.66 |       |
| 11        | 2       | Lorraine Barbosa        | BRA Brasil               | 23.74 |       |
| 12        | 3       | Mariely Sánchez         | DOM República Dominicana | 23.88 |       |
| 13        | 1       | Yunisleidy García       | CUB Cuba                 | 23.92 |       |
| 14        | 2       | Isidora Jiménez         | CHI Chile                | 23.92 |       |
| 15        | 1       | Lynna Irby              | USA Estados Unidos       | 23.93 |       |
| 16        | 3       | Kanika Beckles          | GRN Granada              | 23.99 |       |
| 17        | 1       | Halle Hazzard           | GRN Granada              | 24.03 |       |
| 18        | 2       | Brenessa Thompson       | GUY Guiana               | 24.20 |       |
| 19        | 3       | Aiyanna Stiverne        | CAN Canadá               | 24.25 |       |
| 20        | 2       | Nercely Soto            | VEN Venezuela            | 24.67 |       |

### Final
Os resultados foram os seguintes:  
Vento: 0.1 m/ s
| Colocação         | Faixa | Atleta                  | Nacionalidade            | Tempo | Notas                            |
| ----------------- | ----- | ----------------------- | ------------------------ | ----- | -------------------------------- |
| Medalha de ouro   | 6     | Shelly-Ann Fraser-Pryce | JAM Jamaica              | 22.43 | Recorde dos Jogos Pan-Americanos |
| Medalha de prata  | 4     | Vitória Cristina Rosa   | BRA Brasil               | 22.62 | Recorde pessoal                  |
| Medalha de bronze | 5     | Tynia Gaither           | BAH Bahamas              | 22.76 |                                  |
| 4                 | 7     | Crystal Emmanuel        | CAN Canadá               | 22.89 | =                                |
| 5                 | 8     | Anthonique Strachan     | BAH Bahamas              | 22.97 |                                  |
| 6                 | 9     | Ángela Tenorio          | ECU Equador              | 23.08 | Recorde da temporada             |
| 7                 | 2     | Marileidy Paulino       | DOM República Dominicana | 23.29 |                                  |
| 8                 | 3     | Semoy Hackett           | TTO Trinidad e Tobago    | 23.62 |                                  |

Legenda
| Recorde mundial                  | Recorde mundial (World record)               |                       | Recorde africano                      | Recorde africano (African) |                                           | Q | Classificado por posição (Qualified) |
| Recorde dos Jogos Pan-Americanos | Recorde pan-americano (Pan-American record)  | Recorde da América    | Recorde da América (Americas)         | q                          | Classificado por melhor tempo (Qualified) |   |                                      |
| Melhor marca do ano              | Melhor marca do ano (World leading)          | Recorde asiático      | Recorde asiático (Asian)              | DNS                        | Não largou (Did not start)                |   |                                      |
| Recorde nacional                 | Recorde nacional (National record)           | Recorde europeu       | Recorde europeu (European)            | DNF                        | Não terminou (Did not finish)             |   |                                      |
| Recorde pessoal                  | Recorde pessoal do atleta (Personal best)    | Recorde da Oceania    | Recorde da Oceania (Oceania)          | DSQ / DQ                   | Desclassificado (Disqualified)            |   |                                      |
| Recorde da temporada             | Recorde da temporada do atleta (Season best) | Recorde sul-americano | Recorde sul-americano (South America) | NM                         | Sem marca (No mark)                       |   |                                      |